# Bulwark Evolution: Falconeer Chronicles
Bulwark Evolution: Falconeer Chronicles, voorheen bekend als Bulwark: Falconeer Chronicles, is een stedenbouwsimulatiespel ontwikkeld door de Nederlandse computerspelontwikkelaar Tomas Sala en uitgegeven door Wired Productions. Het is het tweede spel in de Falconeer-trilogie en speelt zich af in dezelfde fictieve wereld als het luchtgevechtsspel The Falconeer, maar legt de nadruk op het bouwen, verdedigen en uitbreiden van nederzettingen. Oorspronkelijk uitgebracht op 26 maart 2024 voor PlayStation 4, PlayStation 5, Xbox One, Xbox Series X/S en Windows, onderging de titel in september 2024 een naamswijziging en kreeg het een reeks updates die onder andere een sandbox- en een "Total Conquest"-modus toevoegden.

## Spelverloop
Bulwark Evolution: Falconeer Chronicles draait om het bouwen en beheren van een stad in post-apocalyptische fantasiewereld. Het spel legt de nadruk op creatieve vrijheid, zonder complexe strategische uitdagingen.
Spelers verzamelen grondstoffen zoals hout, steen en ijzer. Deze grondstoffen worden gebruikt om gebouwen en muren te bouwen, waarmee de stad groeit en de militaire kracht van de speler toeneemt. Huizen groeien naarmate er wegen en grondstofwinningsgebouwen worden geplaatst.
Naast het bouwen kunnen spelers andere nederzettingen veroveren en de open wereld verkennen met een luchtschip. Er kunnen vluchtelingen naar de stad komen, en unieke bouwaanbiedingen worden gedaan. Het spel biedt verschillende modi, waaronder een "Free Build Mode" en een uitdagende "Total Conquest"-modus waarin je vanaf het begin in oorlog bent met andere facties.

## Ontwikkeling en uitgave
Het spel werd ontwikkeld door Tomas Sala. Bij de ontwikkeling liet Sala zich inspireren door de elementen uit The Falconeer die het meest aansloegen bij spelers, zoals de wereld en de visuele stijl. Zijn doel was een stedenbouwspel te maken waarin spelers vrij konden bouwen zonder complexe strategieën of micromanagement. Waar andere stedenbouwsimulatiespellen vaak verschuiven van creatieve opbouw naar strategische optimalisatie, wilde Sala dat het spel gericht was op de fantasie van het stichten en vormgeven van een samenleving. Het spel Townscaper diende hiervoor als inspiratie, maar Sala streefde naar een dynamischere ontwikkeling.
Sala koos ervoor om geen traditionele early access-versie van Bulwark: Falconeer Chronicles uit te brengen, maar een "evolving demo". Hiermee wilde hij de druk en verwachtingen van early access vermijden en continu feedback ontvangen van nieuwe spelers. Hij baseerde deze keuze deels op zijn positieve ervaring met de ontwikkeling van de Skyrim-mod Moonpath to Elsweyr en zocht directe interactie en snelle iteratie op basis van feedback van spelers. Daarnaast bood de evolving demo marketingvoordelen. Hoewel het systeem ook nadelen had, concludeerde Sala dat het de kwaliteit van het spel verbeterde.
Bulwark: Falconeer Chronicles werd op 26 maart uitgebracht voor PlayStation 4, PlayStation 5, Xbox One, Xbox Series X/S en Windows. In september 2024 werd de naam officieel gewijzigd naar Bulwark Evolution: Falconeer Chronicles, vergezeld door een grote update met nieuwe content en uitgebreide spelmodi.

## Ontvangst
Bulwark Evolution: Falconeer Chronicles werd over het algemeen positief ontvangen, hoewel sommige recensenten ook kritiekpunten benoemden.
Het spel werd geprezen om zijn unieke benadering van stedenbouwsimulatie, waarbij vooral de wereldopbouw en het post-apocalyptische thema werden gewaardeerd. Daarnaast werden de minimalistische stijl en de creatieve vrijheid als sterke punten genoemd.
Desondanks merkten sommige recensenten op dat het spel afwijkt van traditionele city-builders, wat tot verwarring kan leiden. Het was niet altijd duidelijk hoe bepaalde spelmechanieken functioneren. Hoewel de tutorial als duidelijk werd ervaren, werden niet alle aspecten van het spel voldoende uitgelegd, zoals de gevechtsmechanieken. Daarnaast werd voor sommige recensenten een gebrek aan diepgang of complexiteit genoemd als mogelijk minpunt.

## Erkenning
Het spel won de 'Grand Prize' tijdens Games Connection Europe 2022. In 2023 werd het genomineerd voor de Golden Joystick Awards in de categorie 'Most Wanted Game'. In 2024 volgde een nominatie voor de Dutch Game Awards in de categorie 'Best Technology'.